# Chaîne Absaroka
La chaîne Absaroka qui fait partie des montagnes Rocheuses s’étend sur environ 240 km au travers des États américains du Montana et du Wyoming. Ils forment la frontière orientale du parc national de Yellowstone.
Avec ses 4 009 mètres d'altitude, le pic Francs est le point culminant de la chaîne montagneuse. On retrouve également 46 autres pics d’une hauteur supérieure à 3 658 mètres (12 000 pieds).

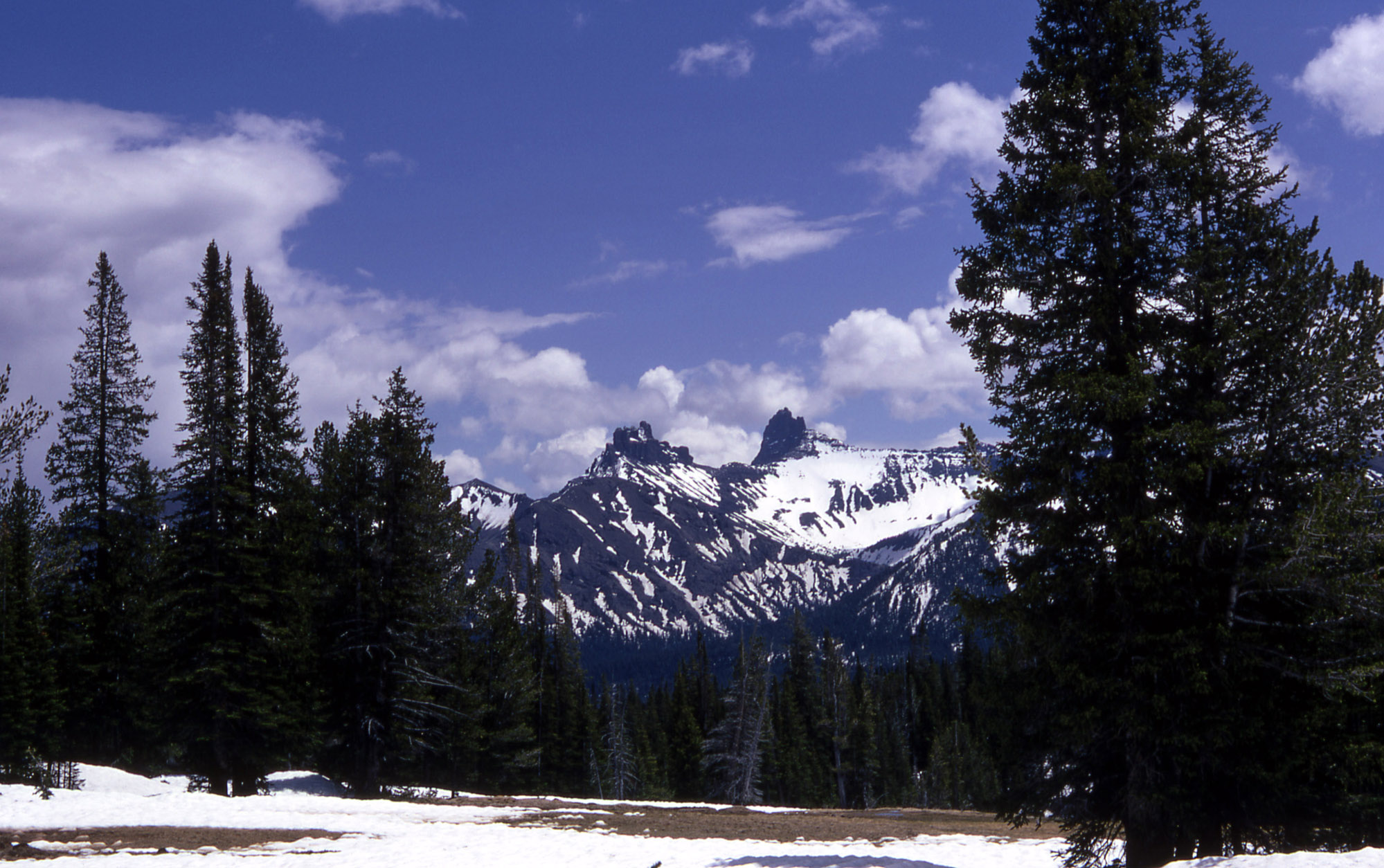
Vue des pics Pilot et Index.
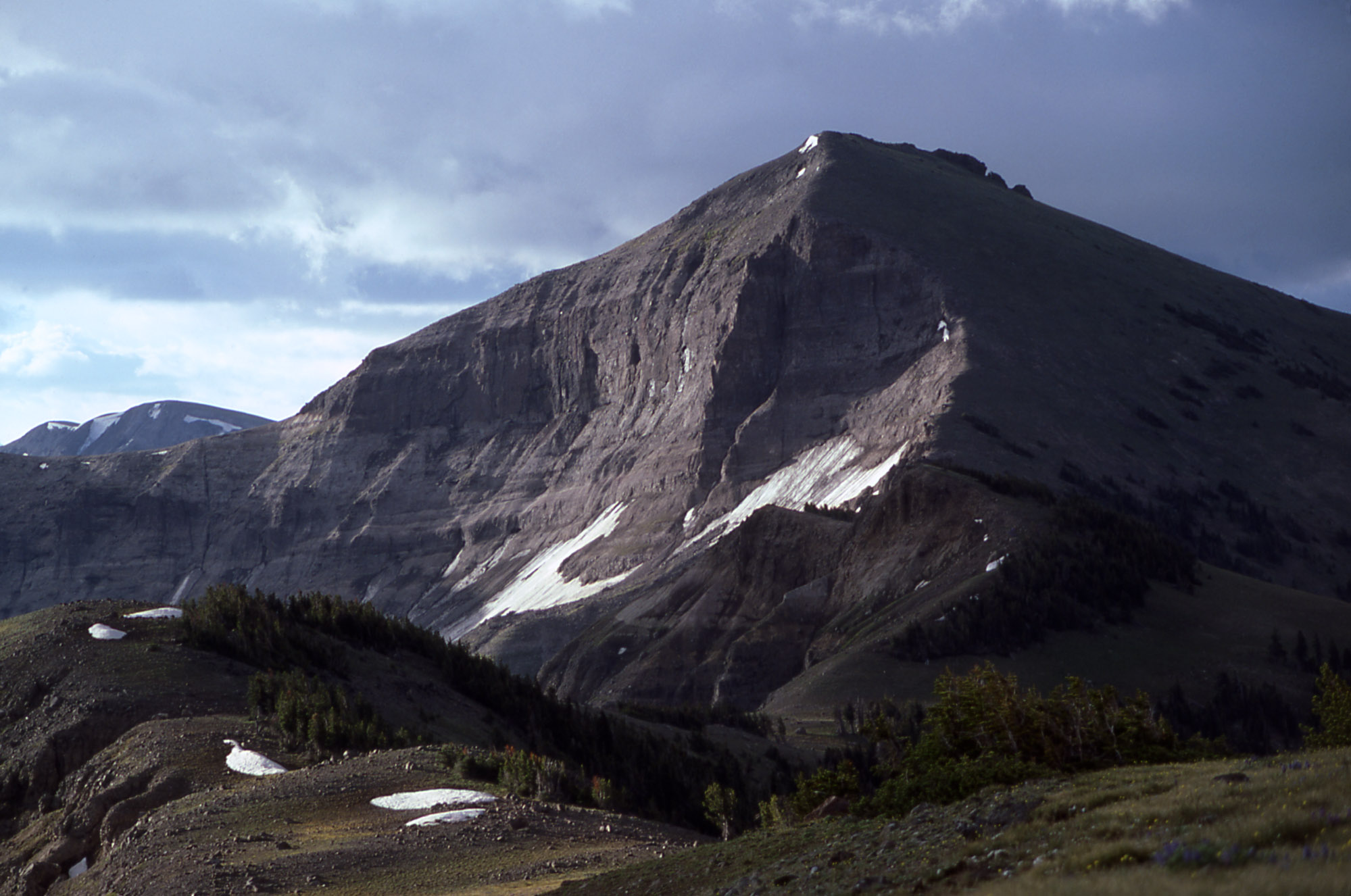
Le mont Langford.
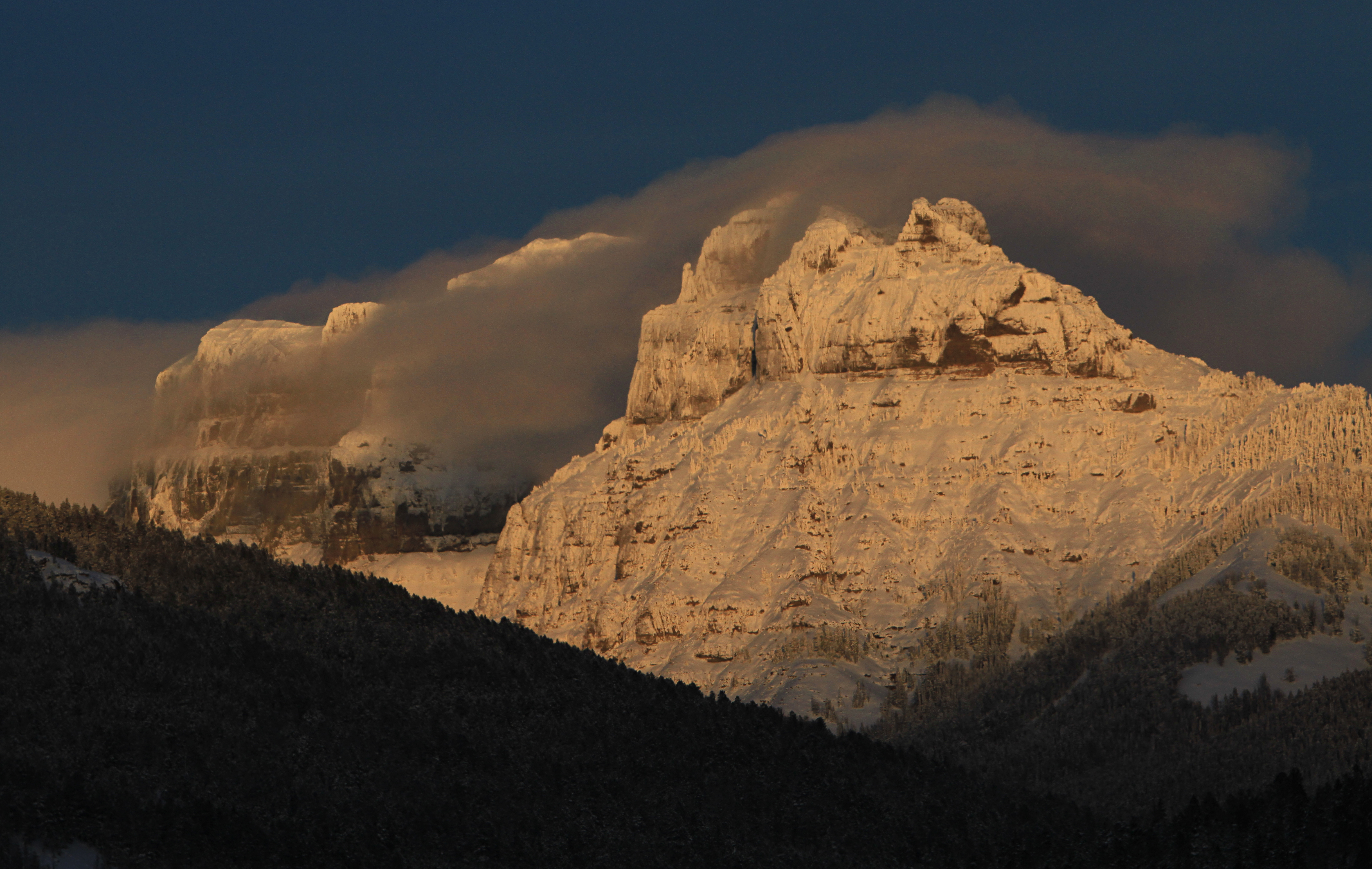
Amphitheater Mountain.
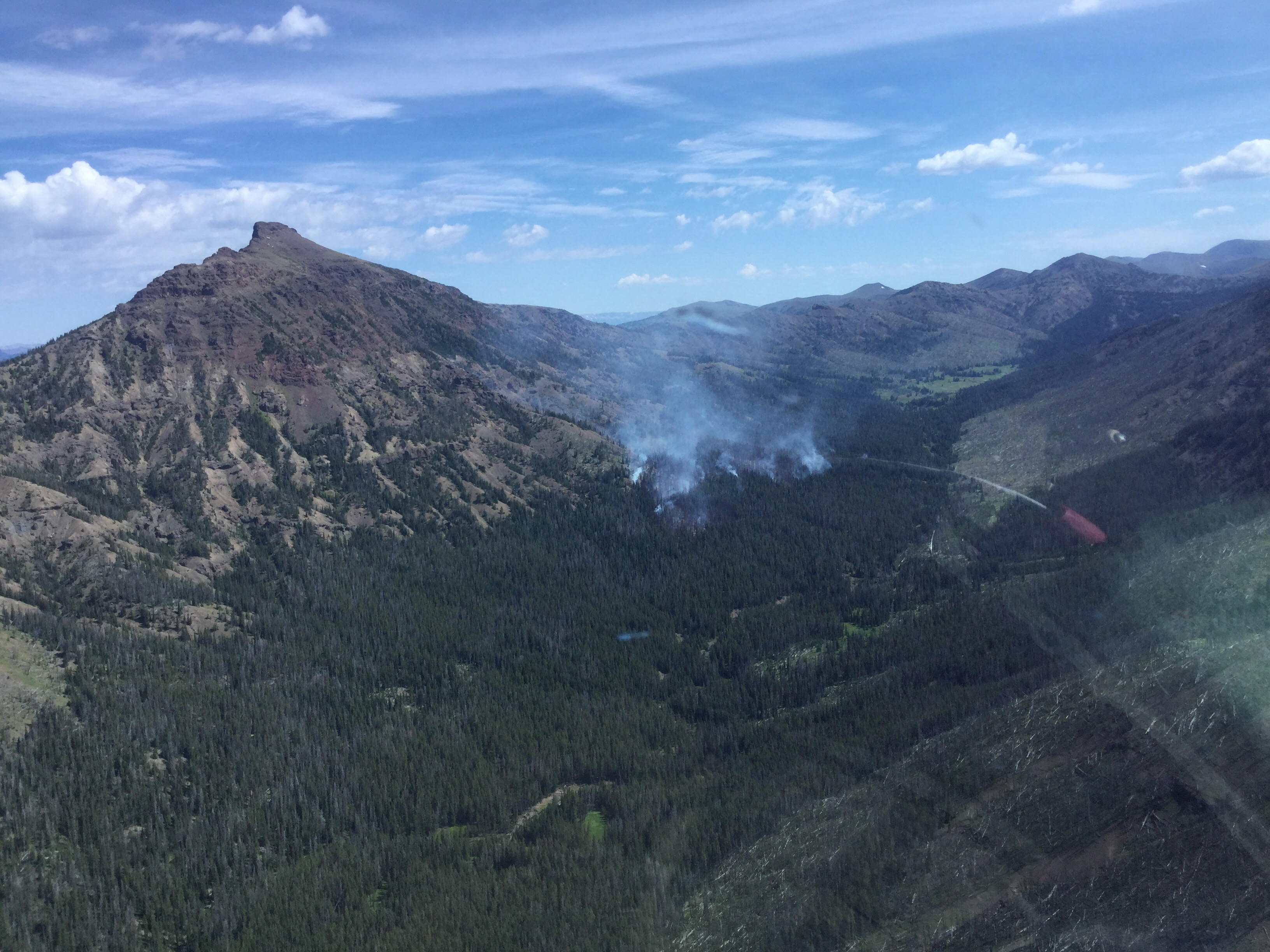
Le pic Pollux (3 372 m).

La rivière Yellowstone parcourt la zone et il en est de même pour beaucoup de ses affluents comme la rivière Bighorn.
Une grande partie de la chaîne montagneuse est protégée par le parc du Yellowstone mais également par les réserves naturelles de Absaroka-Beartooth, de North Absaroka, de Teton, et de Washakie qui se situent dans la forêt nationale de Custer et la forêt nationale de Shoshone.
L’autoroute 212 qui relie Billings à Yellowstone grimpe le col Beartooth (3 337 m) à proximité des monts Beartooth avant de passer au travers des Absarokas au niveau de l’entrée nord-est du parc de Yellowstone. L’accès n’est ouvert qu’en été.
Un bateau à vapeur de la United States Navy en a tiré son nom (USS Absaroka).